# Pays de Buch

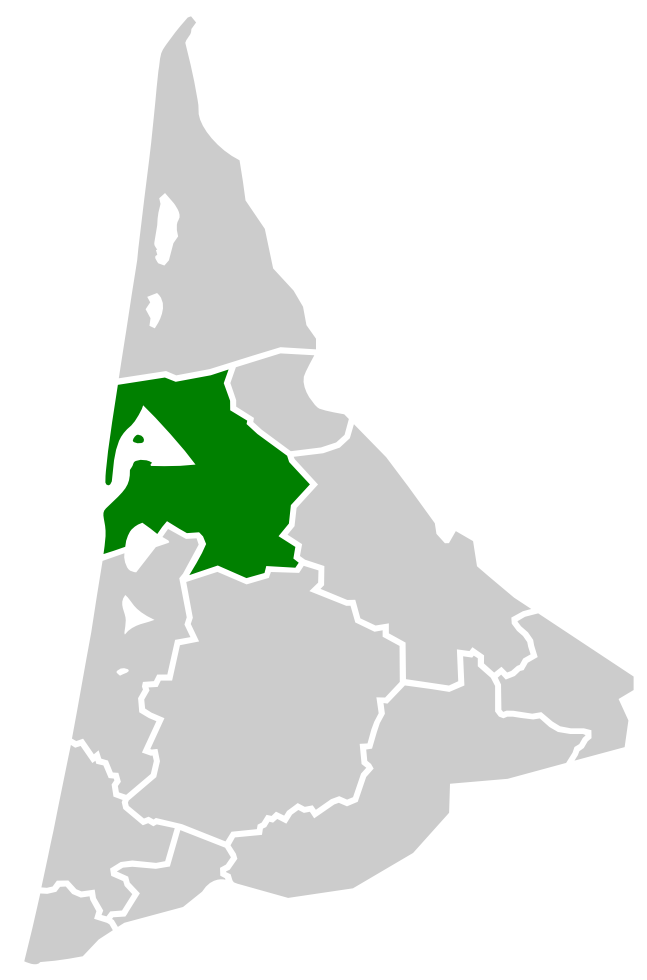
Mappa delle Landes, con evidenza del territorio dei Pays de Buch

Il Pays de Buch (Lo País de Bug, in guascone) è una delle zone del territorio francese delle Landes de Gascogne. Esso si estende sul territorio di 17 comuni intorno al bacino di Arcachon e alla valle dell'Eyre, da Le Porge a nord a La Teste-de-Buch a sud, passando ad est per Belin-Béliet.

## Geografia
Situato nella zona sud-ovest del dipartimento della Gironda è delimitato a nord dalle Landes du Médoc, ad est dalle Landes de Bordeaux e dalla Grande Lande, ad ovest dall'Oceano Atlantico, sul quale si apre il bacino di Arcachon, e a sud dal Pays de Born.

## Località turistiche
- Il bacino d'Arcachon, mèta di numerosi turisti durante il periodo delle vacanze estive. Vi si può praticare la pesca e gli sport nautici. Esso inoltre è sede tutto l'anno di attività di ostricoltura ed ospita numerose specie di uccelli
- Il delta della Leyre e il parco ornitologico del Teich
- Il Cap-Ferret
- I porti ostricari a Gujan-Mestras e sulla penisola del Cap-Ferret
- La duna di Pilat
- Arcachon
- Andernos-les-Bains
- L'isola degli uccelli ed i suoi capanni a palafitte
- Il parco naturale regionale delle Landes de Gascogne

## Paesaggio

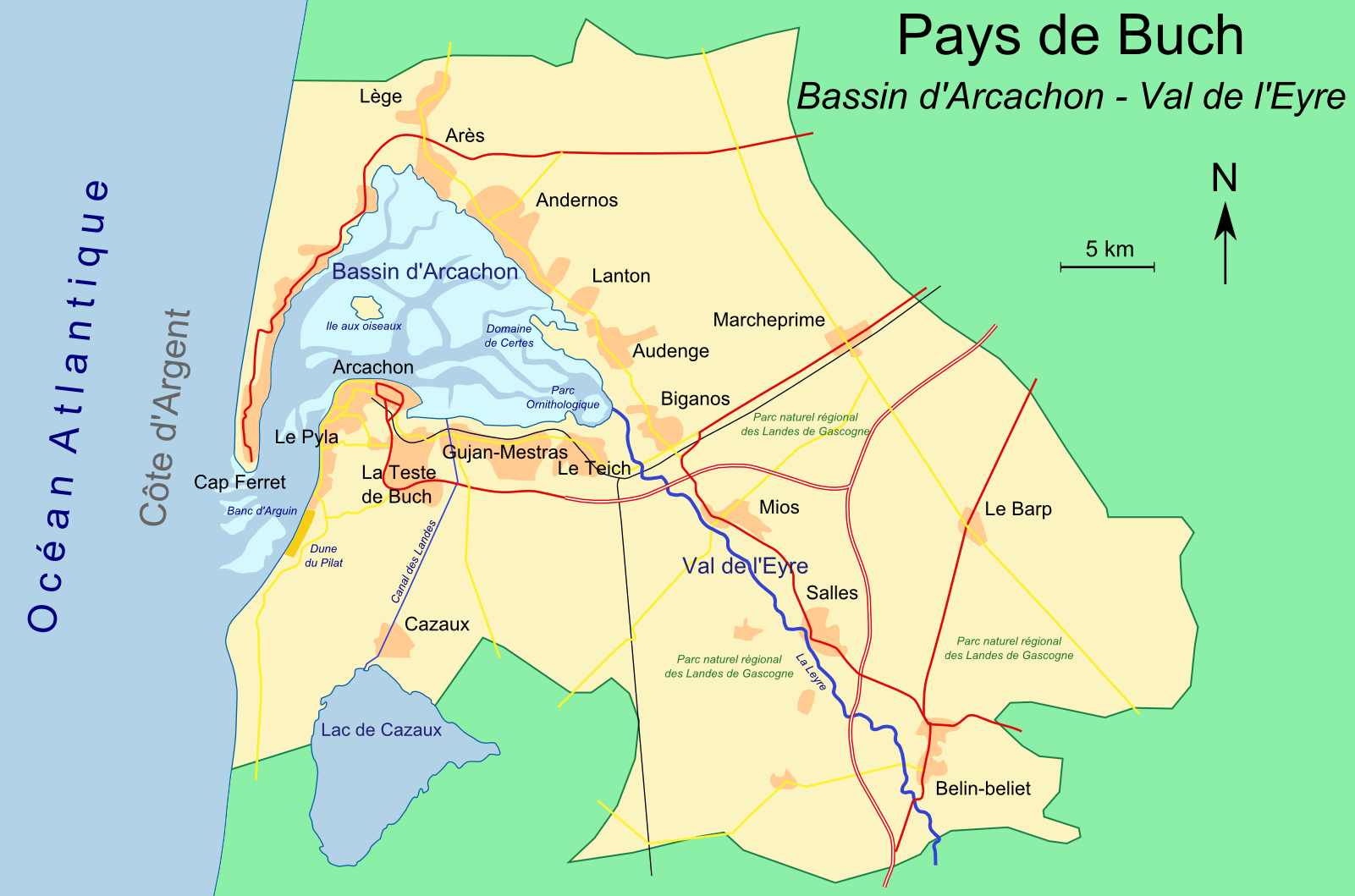
Carta dei Pays de Buch e del Bacino d'Arcachon

Il Pays de Buch fa parte della grande foresta di pini delle Landes, costituita principalmente da pini marittimi. La maggior parte di questi pini è stata piantata verso la fine del XIX secolo, a parte la forêt usagère di la Teste de Buch che è naturale. Nelle zone umide ed in prossimità dei corsi d'acqua, come sulle rive del fiume Leyre, si entra in una foresta ove i pini lasciano il posto ad una vegetazione lussureggiante: la foresta galleria, che forma una volta vegetale composta di fogliame al di sopra del pelo d'acqua.
Le zone vicine all'oceano hanno un rilievo marcato da moderne dune, fermate in parte dall'uomo alla fine del XIX secolo. Rafforzandosi verso l'interno del territorio, vecchie dune orientate da nord a sud sono state ricoperte dalla foresta e si susseguono per una decina di chilometri da ovest a est. Passato questo "cordone di dune" si entra nella pianura sabbiosa delle Lande.
Il bacino d'Arcachon, effettiva interruzione nella piana forestale, offre una gran varietà di paesaggi, dai prati salati ai "banchi d'Arguin" passando per la duna di Pilat e l'isola degli uccelli. Il bacino d'Arcachon costituisce lo sbocco della Leyre e drena le acque dolci del territorio.

## Etimologia
"Buch" proviene dal nome del popolo che visse in questa regione dall'VIII secolo a.C., i Boiati. L'evoluzione del latino parlato, che ha portato all'occitano dialetto guascone, spiega perché si sia giunti infine al Bug.
Solo La Teste ha mantenuto il qualificativo de Buch nel suo toponimo, ma altrimenti, entrando nei Pays de Buch da nord, arrivando dalla Lande del Médoc, si attraversava lo Pòrge de Bug (Le Porge en Buch). La stessa cosa avviene per Salles en Buch e La Mothe en Buch.

## Particolarità

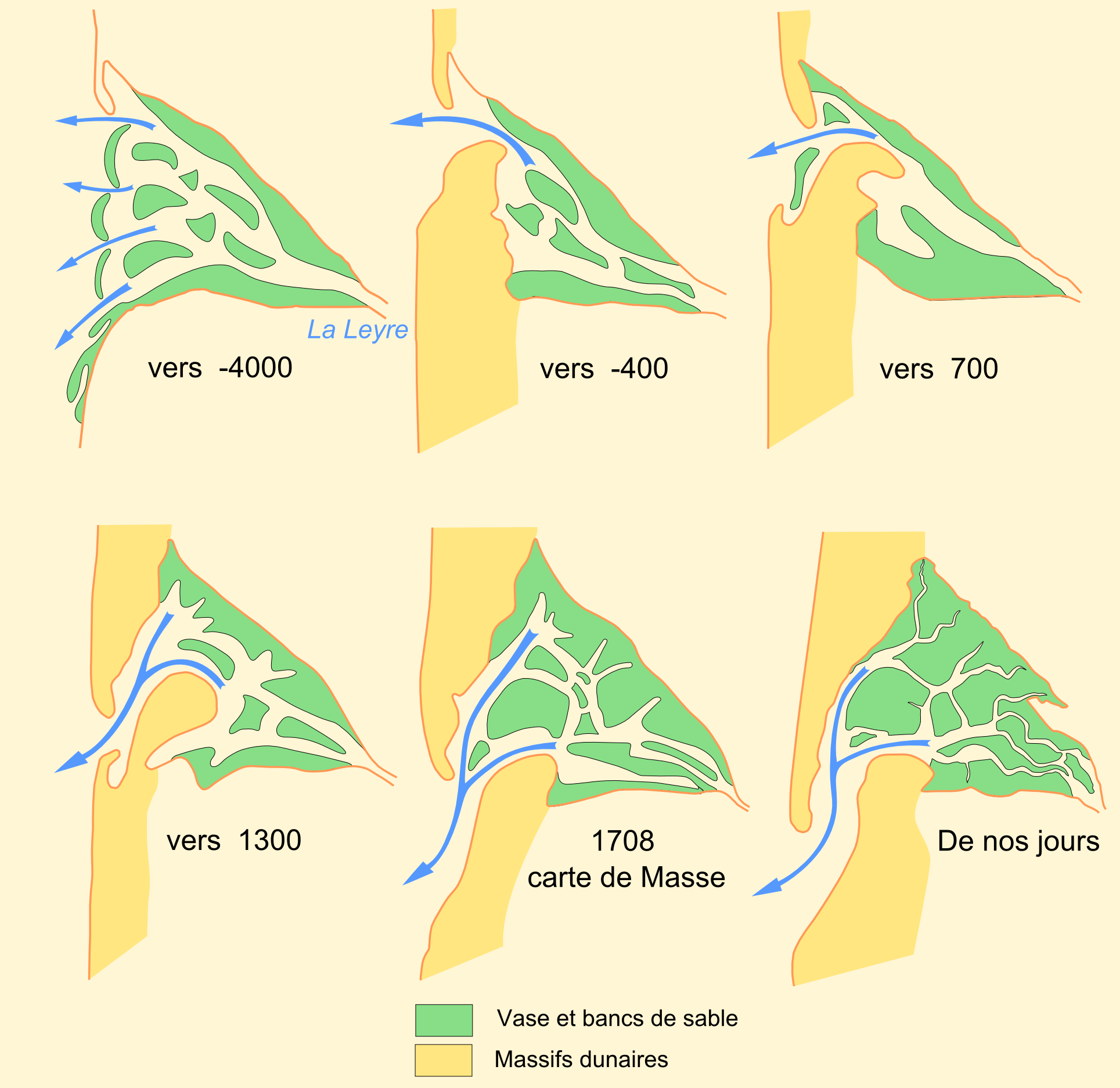
Schema esplicativo della formazione del bacino d'Arcachon

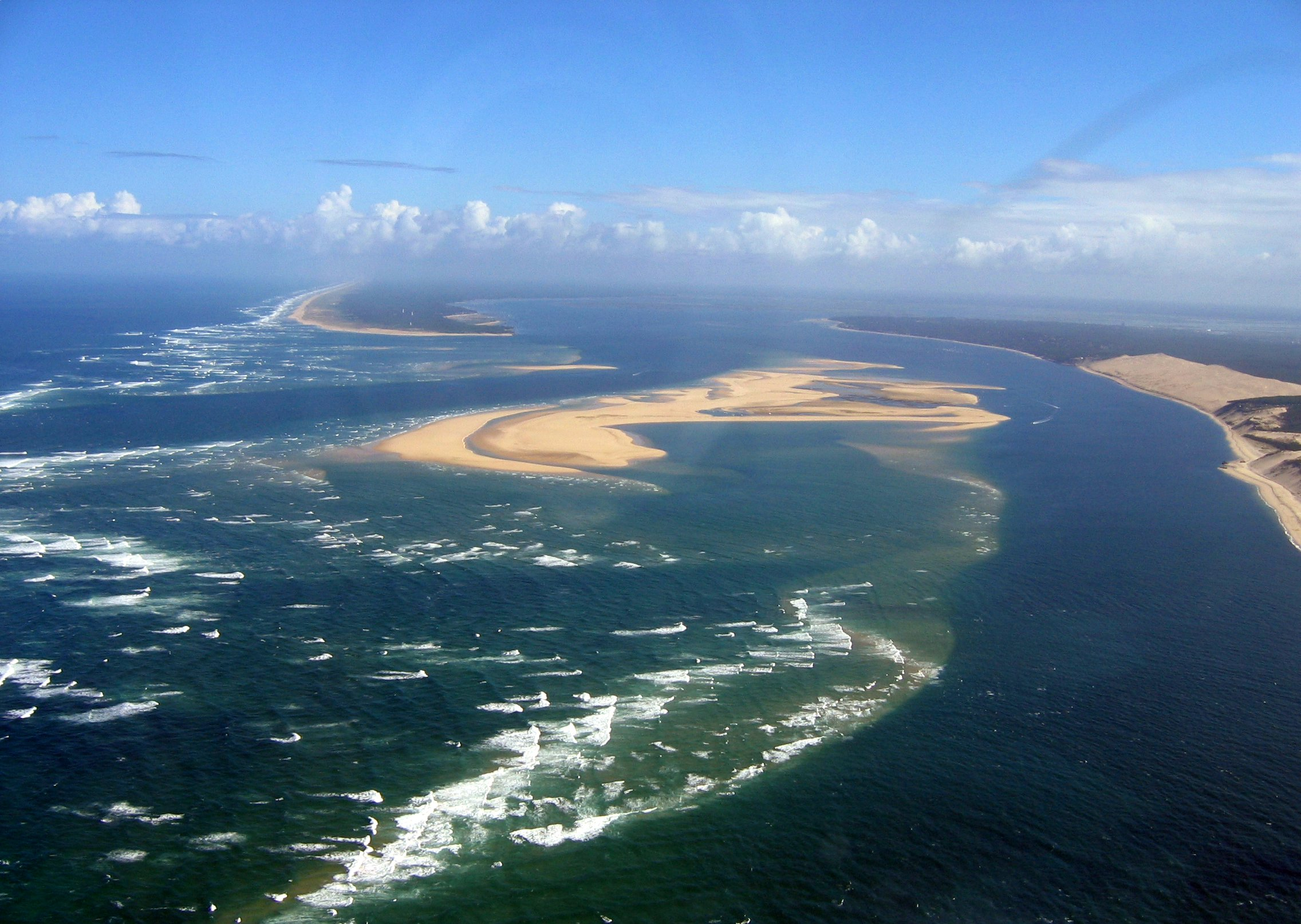
I passaggi del Bacino d'Arcachon

La particolarità dei Paesi di Buch rispetto alle altre zone del territorio delle Landes de Gascogne è che la sua storia e la sua eredità culturale non sono volte solamente alle foreste delle Landes, ma anche a quello che viene definito "il piccolo mare di Buch": il bacino di Arcachon. Contrariamente ai grandi laghi delle Landes (Hourtin, Lacanau, Cazaux e Parentis), esso è aperto sul golfo di Guascogna, interrompendo il cordone di dune della costa aquilana. Quotidianamente la marea vi fa penetrare masse considerevoli d'acqua marina. Il bacino è parzialmente isolato dall'Oceano da un cordone di dune formato dalla penisola di Cap-Ferret. Sull'altra riva si trova la duna di Pilat e il banco d'Arguin (classificato riserva naturale). Alcuni passaggi permettono la circolazione dell'acqua tra il bacino e l'Oceano, ed alcuni di essi sono navigabili. Quest'apertura sul golfo ha determinato una cultura specifica ai Paesi di Buch, nella quale si mescolano le culture dei pastori e dei raccoglitori di resina delle Landes con quelle dei marinai e pescatori del bacino.
Le micro-particolarità del Pays de Buch si notano anche nell'architettura, che è diversa per gli edifici del bacino rispetto a quelli delle Landes e della quale Arcachon è un buon esempio.
L' ancien Régime è segnato dall'impresa feudale: uno dei signori del Pays de Buch era denominato Captal de Buch, un titolo unico in Francia, e le sue tere costituivano il Captalat de Buch, del quale La Teste-de-Buch è la capitale. Il Pays de Buch sta nel cuore della più grande foresta d'Europa, che copre più di un milione di ettari ripartiti fra Gironda, Landes e Lot e Garonna.

## Economia locale
L'economia della regione è oggigiorno basata sul turismo legato alle attività balneari, ma anche sull'ostricoltura, sull'industria cartaria e sulla ricerca (il CEA è presente nel comune di Barp, ove sta costruendo il Laser Mégajoule).
Si distinguevano una volta due categorie di persone che ritmavano la vita economica locale: i pescatori ed i raccoglitori di resina (che praticavano la resinatura), dei quali sono stati spesso fatti ritratti opposti.

## Galleria d'immagini

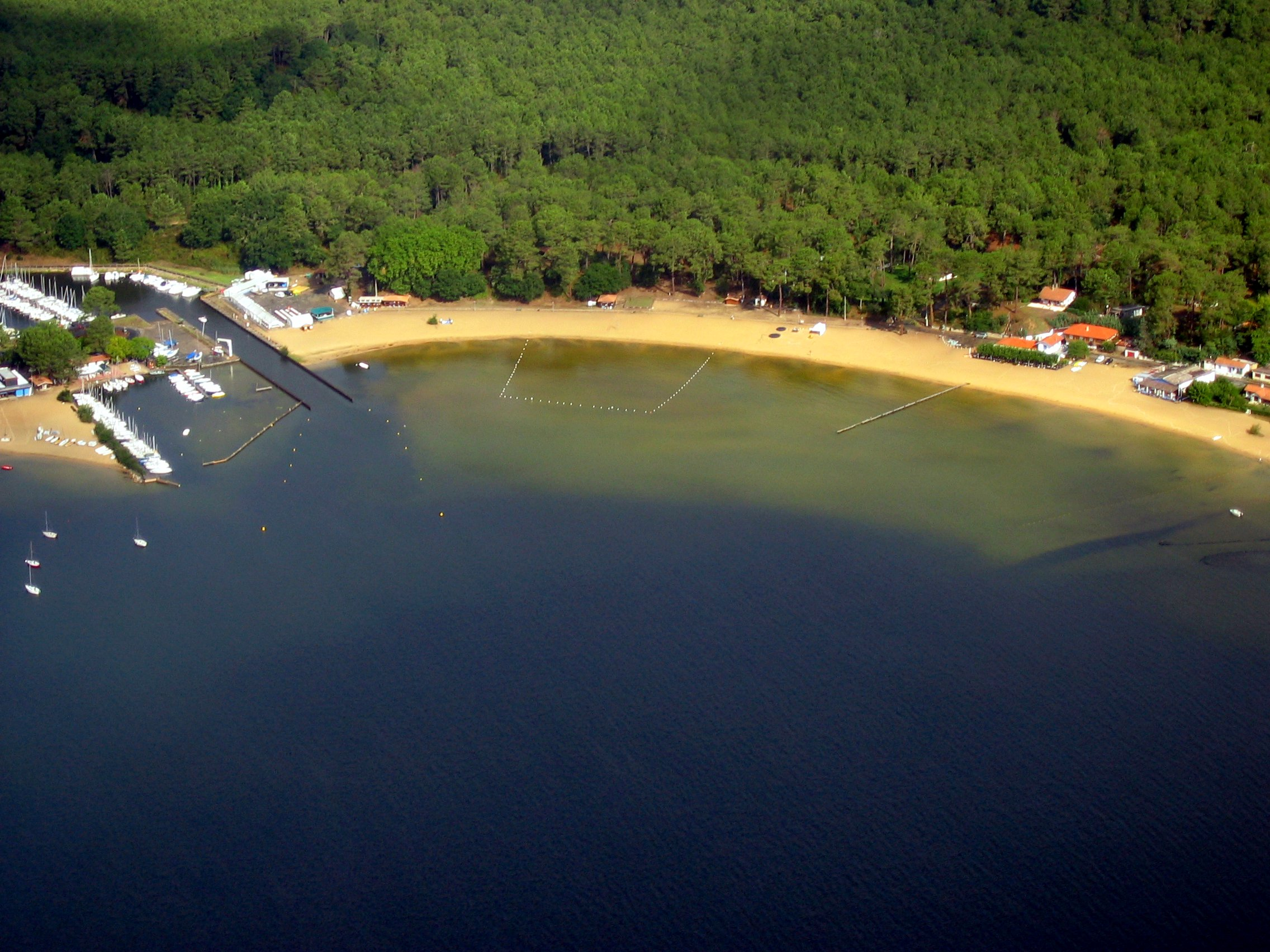
Spiaggia di Cazaux
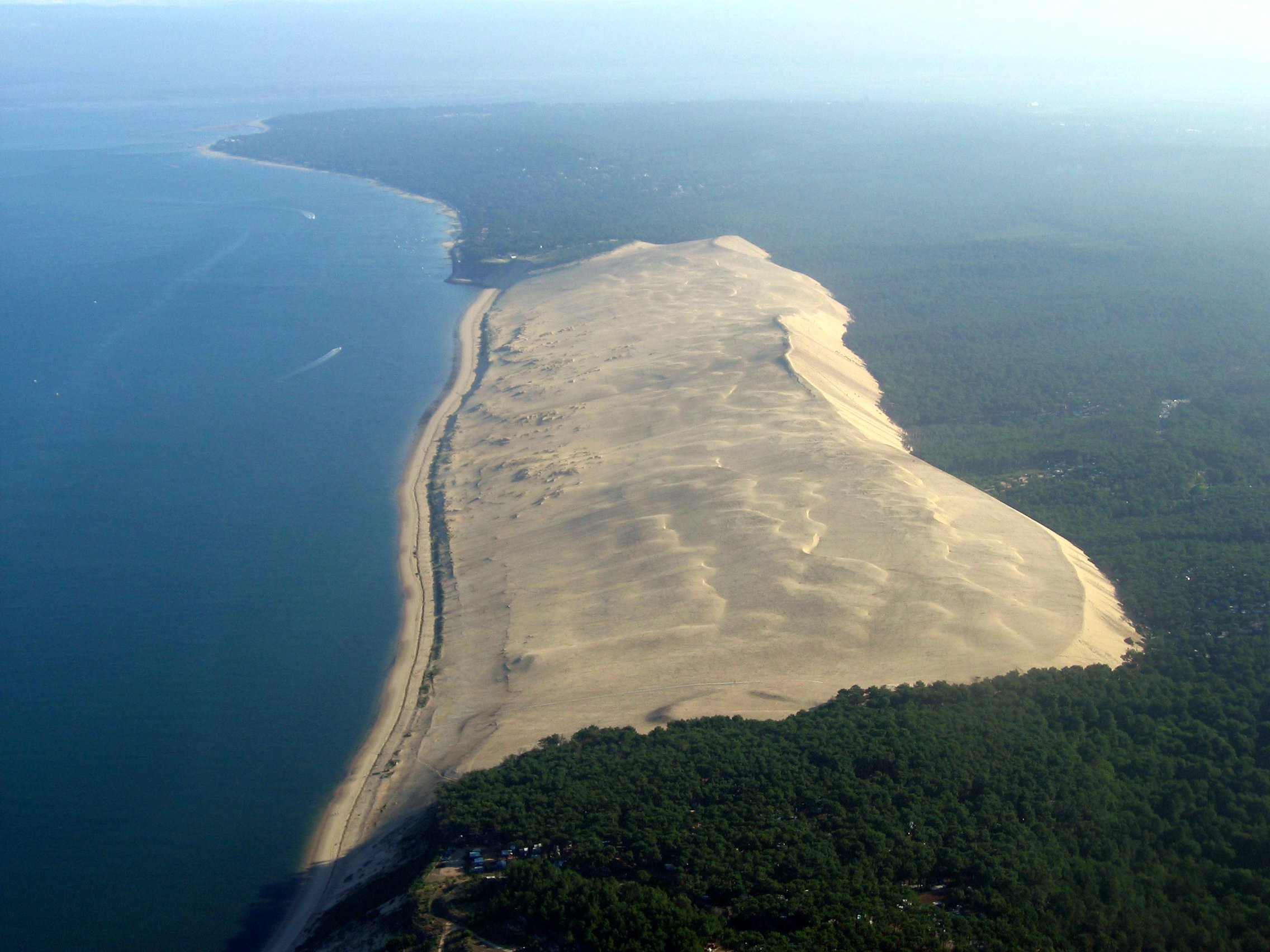
La duna di Pilat
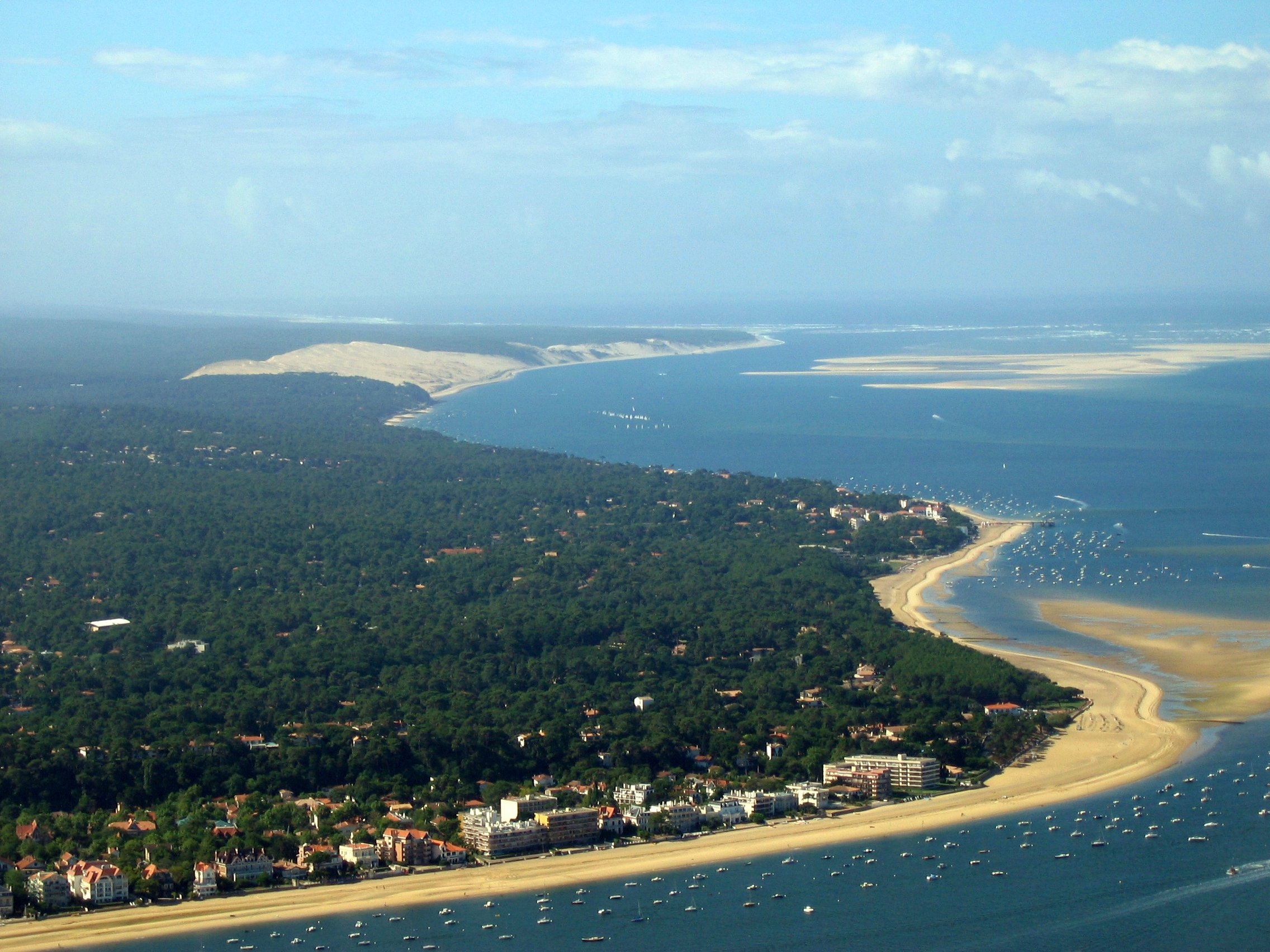
Veduta d'Arcachon e della duna di Pilat
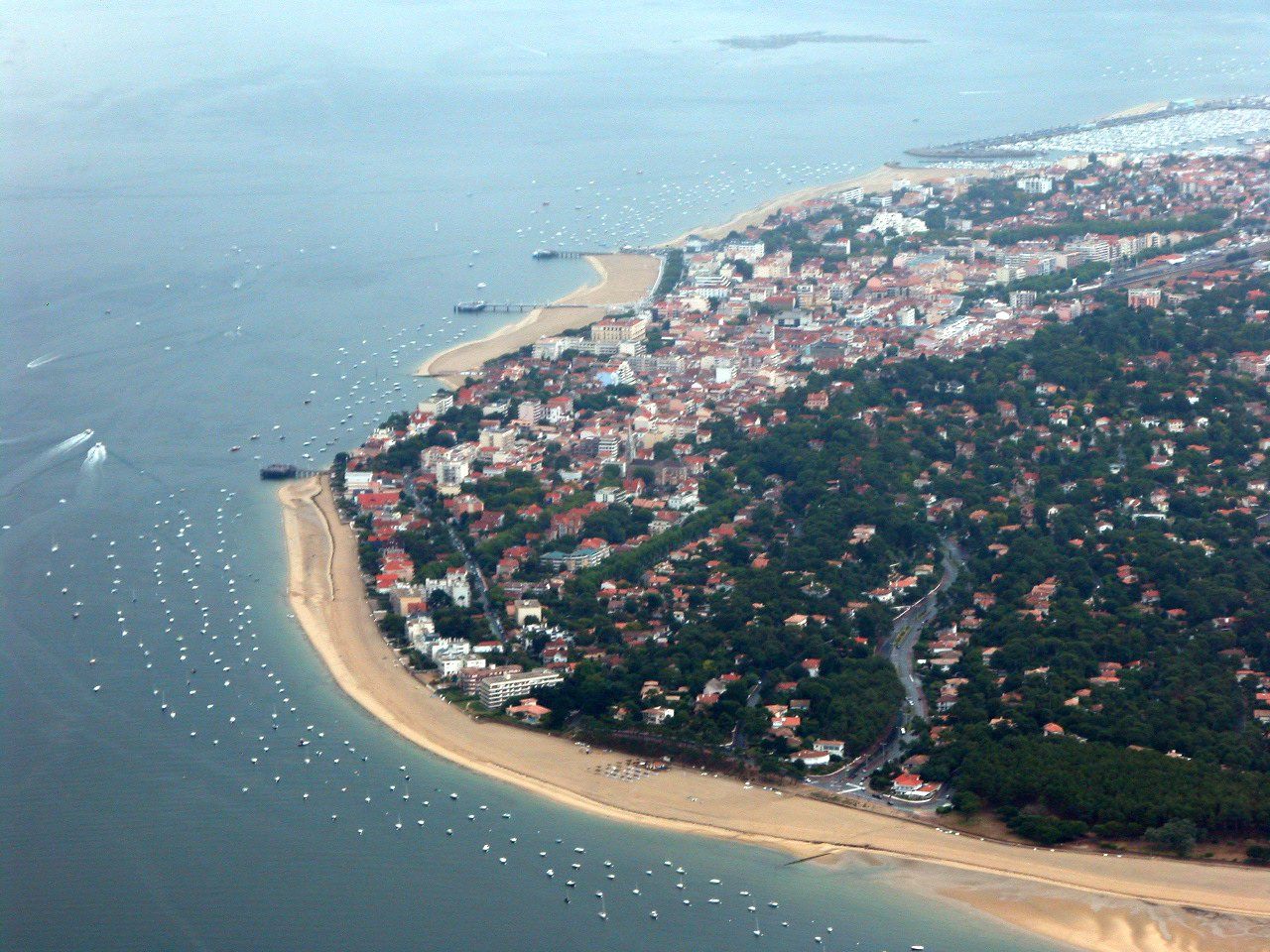
centro della città d'Arcachon
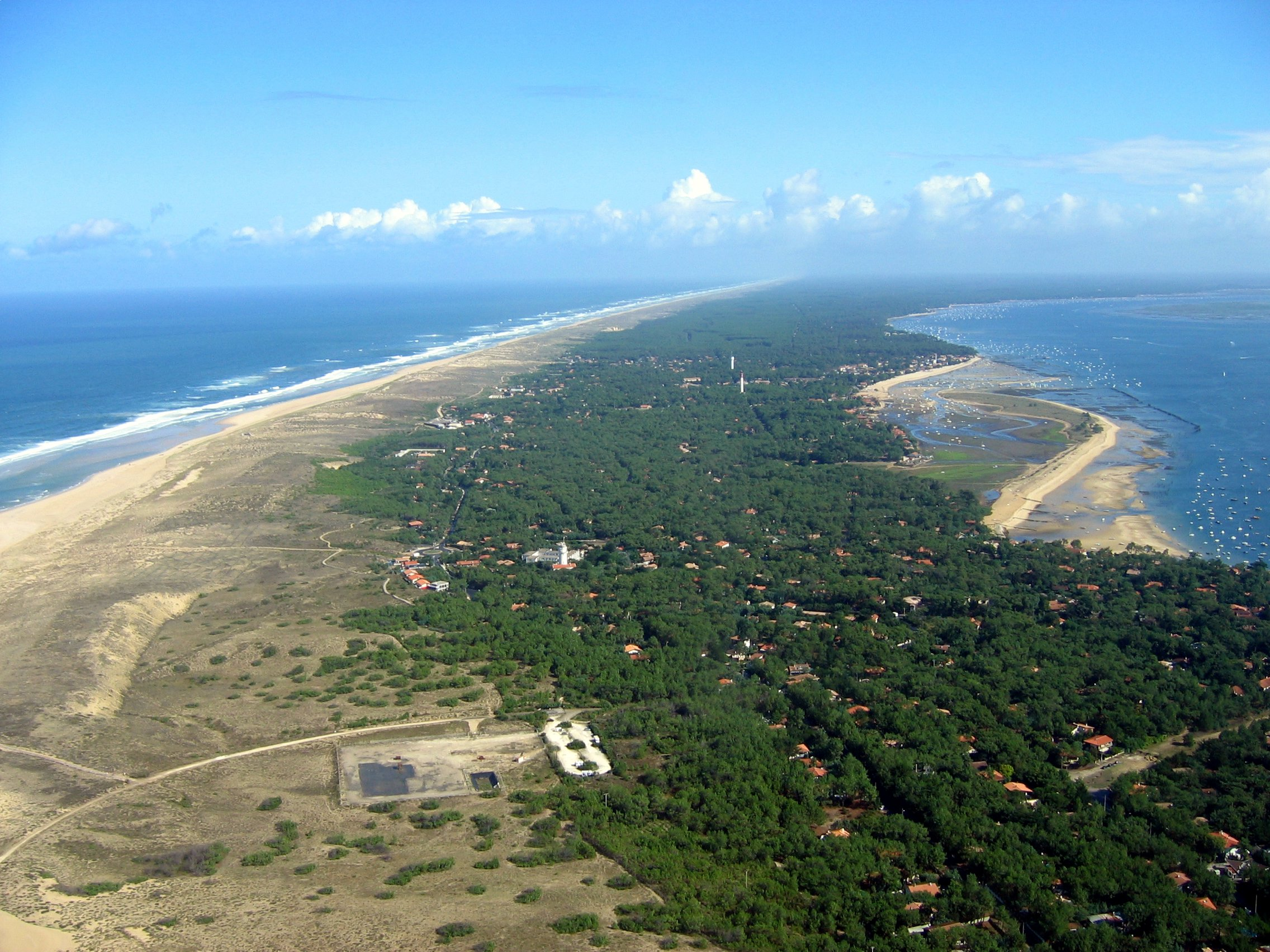
Veduta del Cap-Ferret
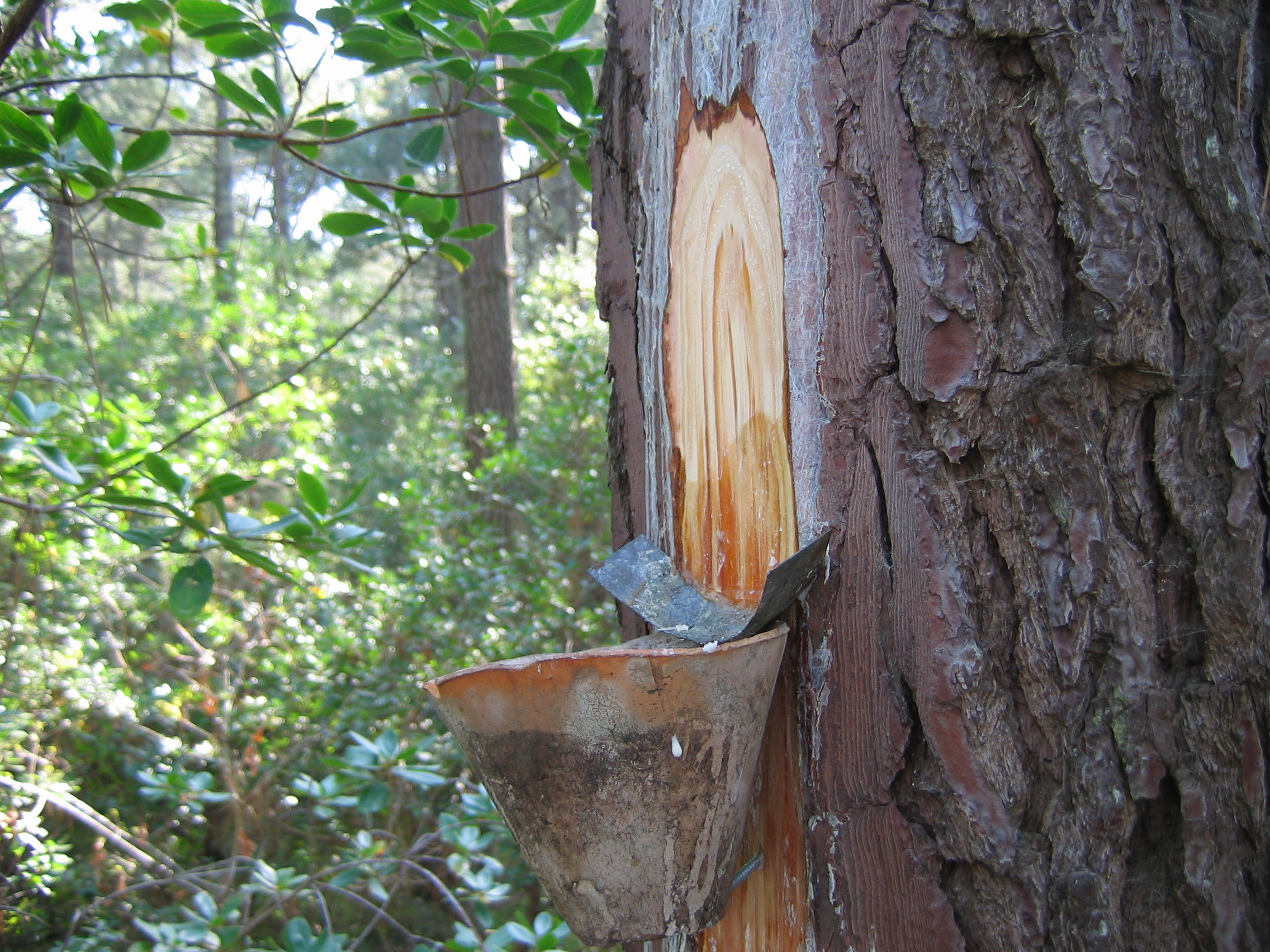
Pino resinato
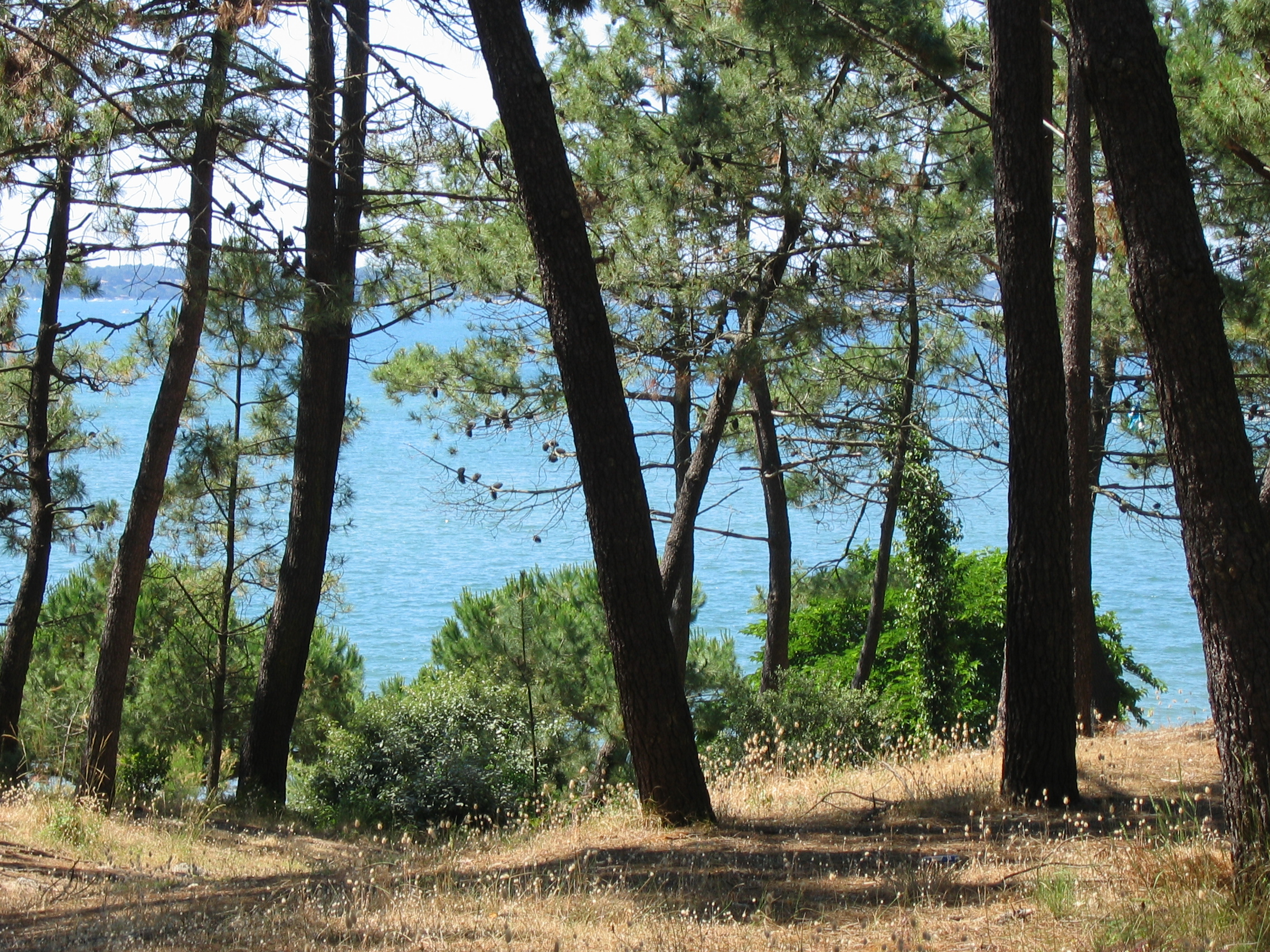
Spiaggia di Pereire
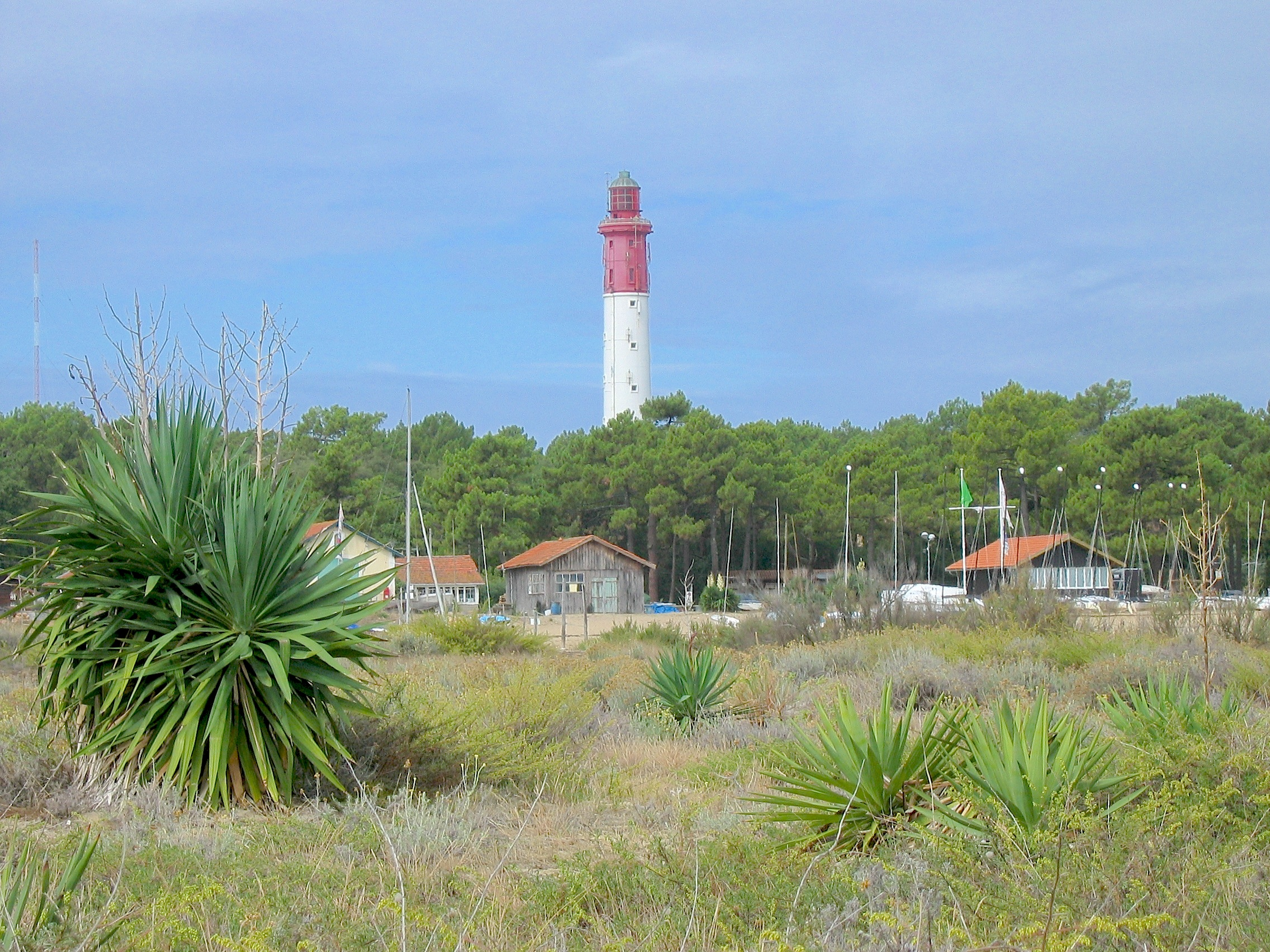
Faro del Cap-Ferret

## Storia

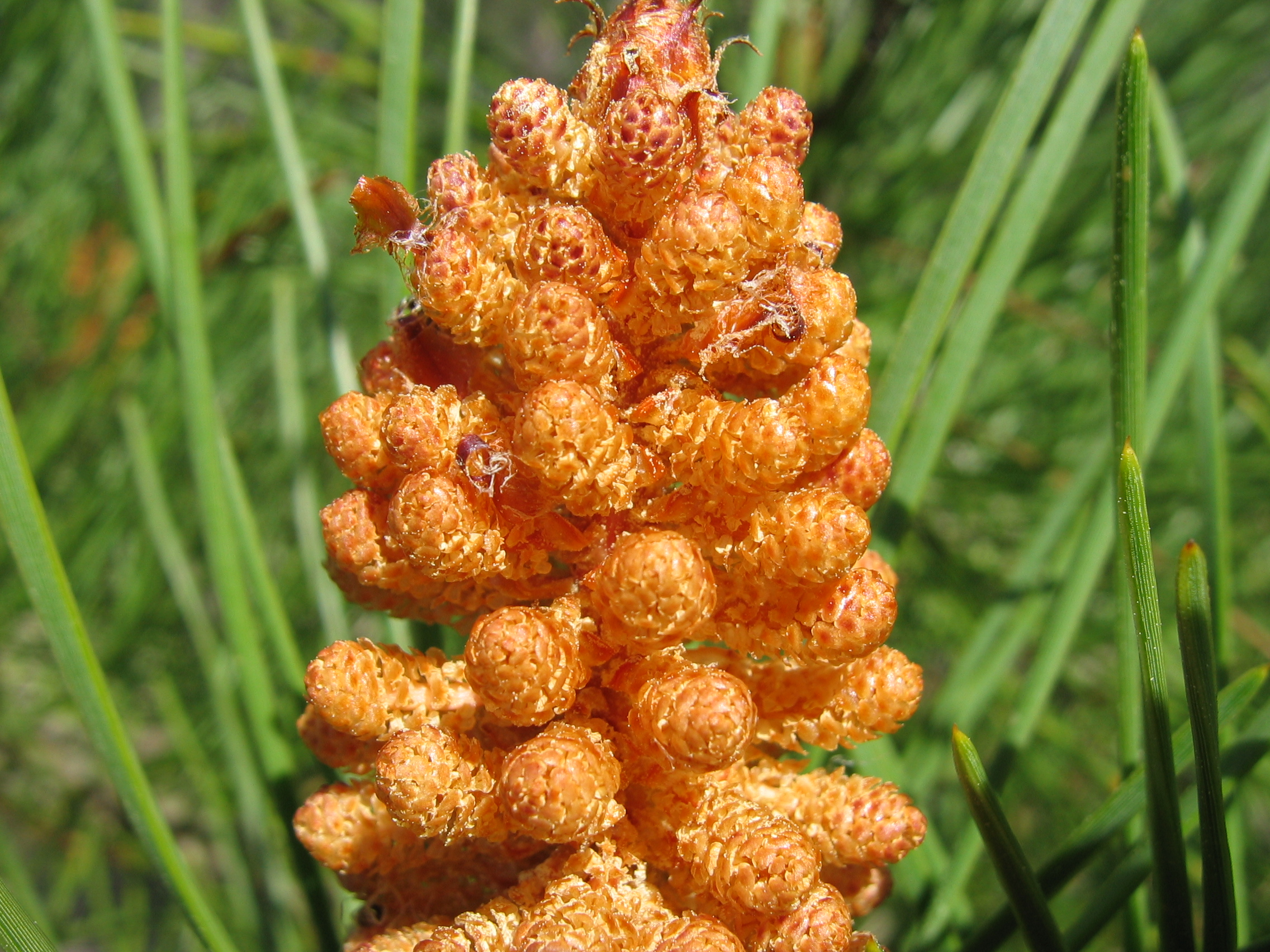
Fiore di pino marittimo, l'albero emblematico della foresta delle Landes

Le prime tracce di popolazione nel Pays de Buch risalgono all'VIII secolo a.C.. È presso il villaggio di Lamothe, nel delta della Leyre che il popolo dei Boiati aveva stabilito la propria residenza denominata Boïos, su un asse di comunicazione che portava in Spagna. Essi praticavano la pesca, coltivavano la terra e possedevano greggi che permettevano loro di vivere.
Il loro capo era detto Captalis Boïorum, che darà per deformazione del latino al guascone il nome di Captal de Buch. Nel medioevo i Captal de Buch erano signori che regnavano sul Captalat, la parte sud-occidentale del Pays de Buch.
Uno dei più celebri di loro durante la guerra dei cento anni fu nel XIV secolo Giovanni III di Grailly, che fu luogotenente di Edoardo di Woodstock, detto "il Principe Nero", promosso poi connestabile di Aquitania.
Nel XVI secolo si sviluppò un commercio di resina estratta nella Foresta di La Teste, facendo la fortuna di qualche famiglia di La Teste a detrimento dei raccoglitori di resina. La Teste è un modesto porto della costa aquitana da dove partiva la parte maggiore della produzione.

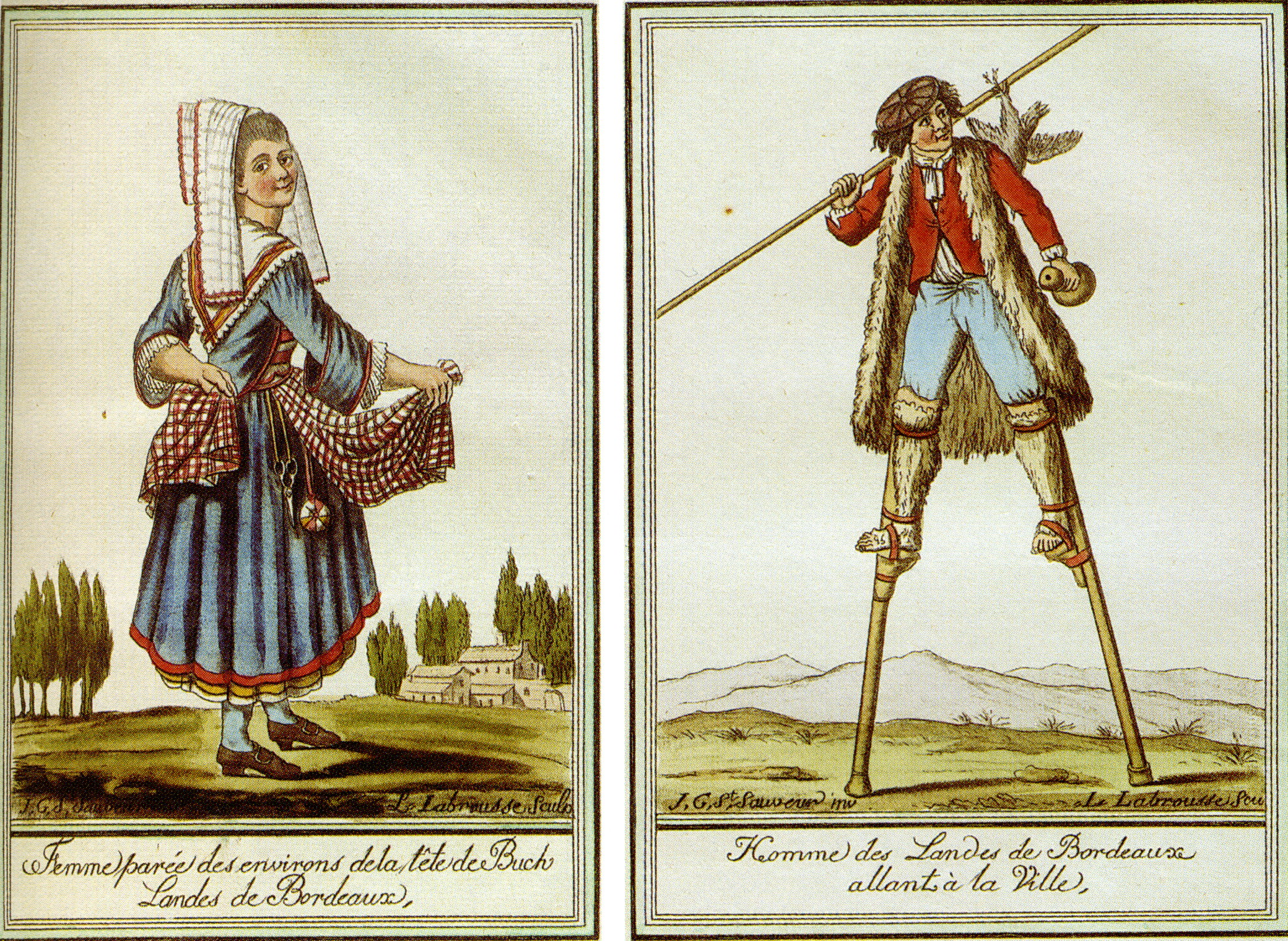
Due tipi caratteristici della popolazione nel Pays de Buch nel XVIII secolo

Nel XVIII secolo, e già da molto tempo, tutta la costa delle Landes era minacciata da sabbie vaganti che il vento trascinava quotidianamente, in particolare nel villaggio di la Teste. I primi artefici della stabilizzazione delle dune furono i Captal de Buch della famiglia dei Ruat e precisamente J. B. de Ruat en 1713, che piantò alcuni pini per rallentare l'erosione del vento, ma i germogli bruciarono dopo qualche anno. Suo nipote Francesco di Ruat ripeté l'esperimento laddove vie ra minaccia da parte delle sabbie vaganti, dalle parti del Moulleau tra il 1782 e il 1787. Ma il denaro venne presto a mancare ed il Captal non poté proseguire nella sua impresa. Ma egli venne sgravato da questo compito allorché un certo Brémontier, ingegnere bordolese dei Ponts et Chaussées, venne a la Teste per costruire un canale navigabile dal bacino dell'Adour, il che implicava la stabilizzazione delle sabbie vaganti. Brémontier s'informò e venne a conoscenza dei lavori eseguiti dal Captal. Nel 1786 egli ottenne un credito sufficiente per continuarne l'impresa, che iniziò in accordo con il Captal. Essa ebbe successo e tutta la zona delle Landes fu stravolta da questa trasformazione, in particolare poi quando la legge del 19 giugno 1857 impose ai comuni il rimboschimento del loro territorio.
Progressivamente società di speculatori videro in queste terre incolte ed acquitrinose opportunità illusorie di arricchimento: numerosi progetti diedero inizio a tentativi di sfruttamento attraverso piantagioni di arachidi, riso, tabacco e gelso nella piana di Cazaux, il tutto servito da una rete d'irrigazione. Si progettò ugualmente di collegare il bacino di Arcachon all'Adour, ma il canale di Cazaux è la testimonianza di questi lavori non realizzati. Solo il pino marittimo riuscì ad affermarsi, crescendo su queste terre incolte.
Nel XIX secolo gli abitanti del Pays de Buch vivevano sostanzialmente dello sfruttamento della foresta e di pesca e fu solo con la realizzazione della tratta ferroviaria Bordeaux – Arcachon che la regione conobbe un effettivo sviluppo demografico ed economico. Effettivamente, nel 1840, Arcachon si riduceva a poche capanne di pescatori e di raccoglitori di resina. In quei tempi furono eretti i primi stabilimenti balneari, che avrebbero resa famosa questa località. Sulla costa settentrionale vi erano alcuni villaggi sparsi fra la foresta e la riva del mare. A partire dal 1857 tutto si accelerò: Arcachon venne eretto a comune e dal 1862 i fratelli Pereire vi crearono la Ville d'hiver, che divenne famosa per la salubrità della sua aria, ove i profumi delle resine e dell'Oceano parevano curare molti malanni, tra i quali la tubercolosi. In quel periodo l'evoluzione di La Teste non fu così rapida e la città di Arcachon s'appropriò presto gran parte della notorietà della regione. In un'epoca in cui la pastorizia andava scomparendo nella zona, vi si organizzarono spettacoli di danza sui trampoli, per l'iniziativa di un certo Sylvain Dornon, preoccupato di preservare il patrimonio culturale del suo paese, in piena trasformazione. Le arene di Arcachon e di la Teste organizzavano numerose course landaise, spettacoli incruenti di tauromachia che vedevano protagonisti baldi giovani coraggiosi e femmine di bovini appositamente allevate.
Ai nostri giorni La Teste è un grosso comune francese, le parrocchie di Cazaux e del Pyla furono integrate nel comune durante la rivoluzione, per cui La Teste è costituita di fatto in tre entità che costituiscono la sua ricchezza: il borgo, Cazaux, et le Pyla. Il villaggio del Cap-Ferret era anch'esso parte del comune di La Teste finché nel 1976 ne fu scorporato ed unito al borgo di Lège per formare il comune di Lège-Cap-Ferret.

## IlPays de Buchalla fine del XIX secolo: pastori, raccoglitori di resina e allevatori di ostriche

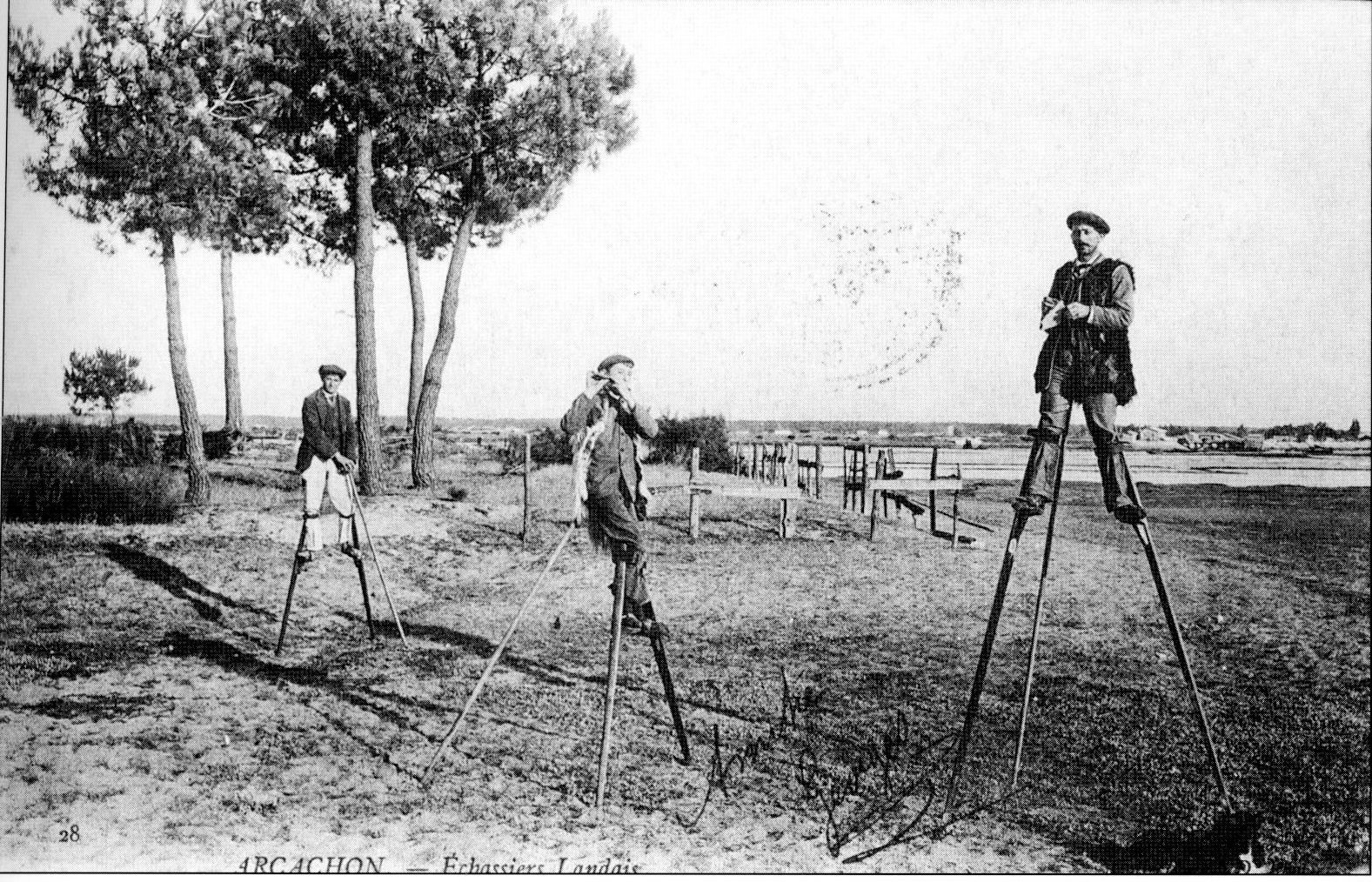
Pastori sui loro trampoli
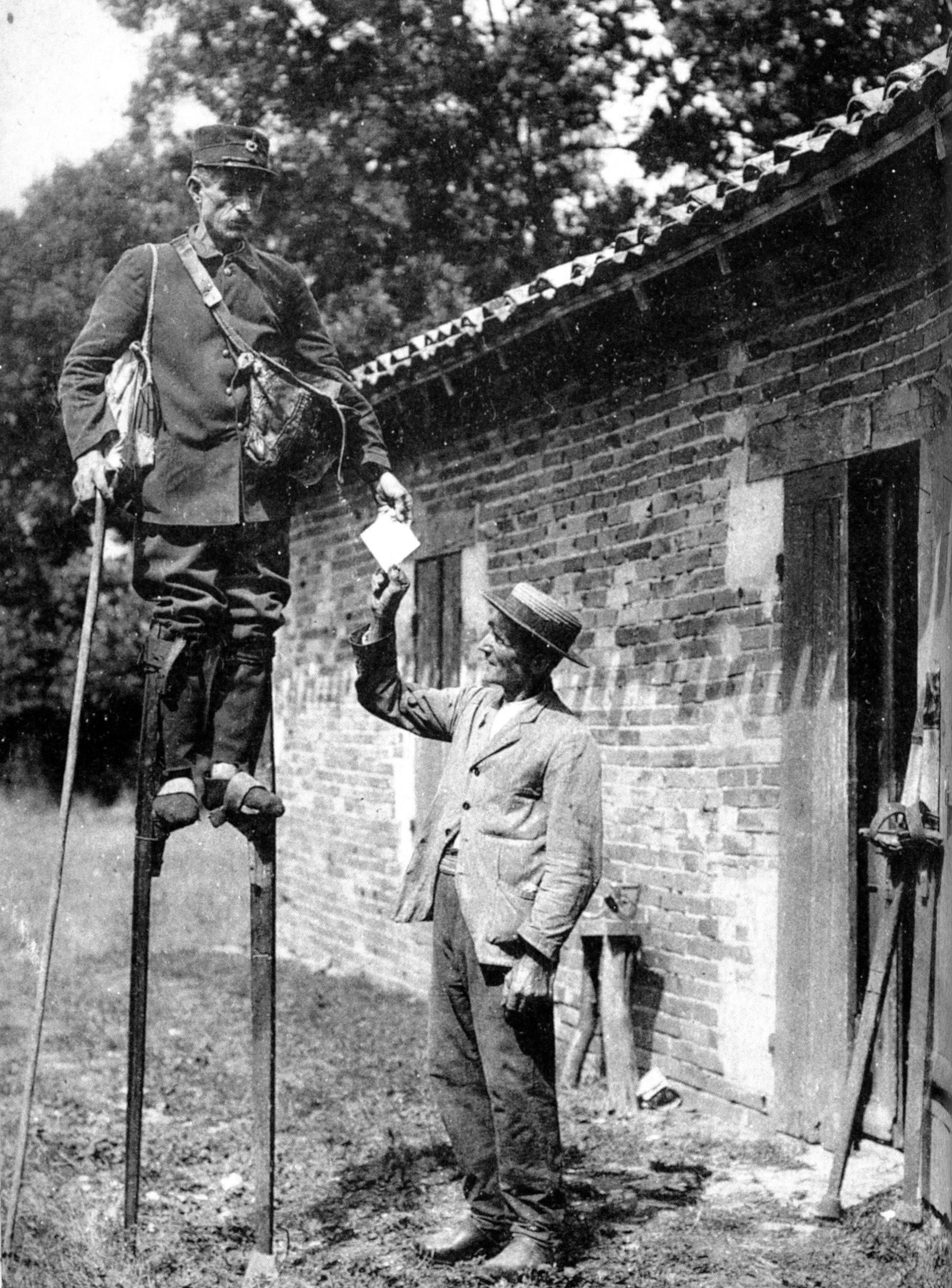
Distribuzione della posta a Claouey
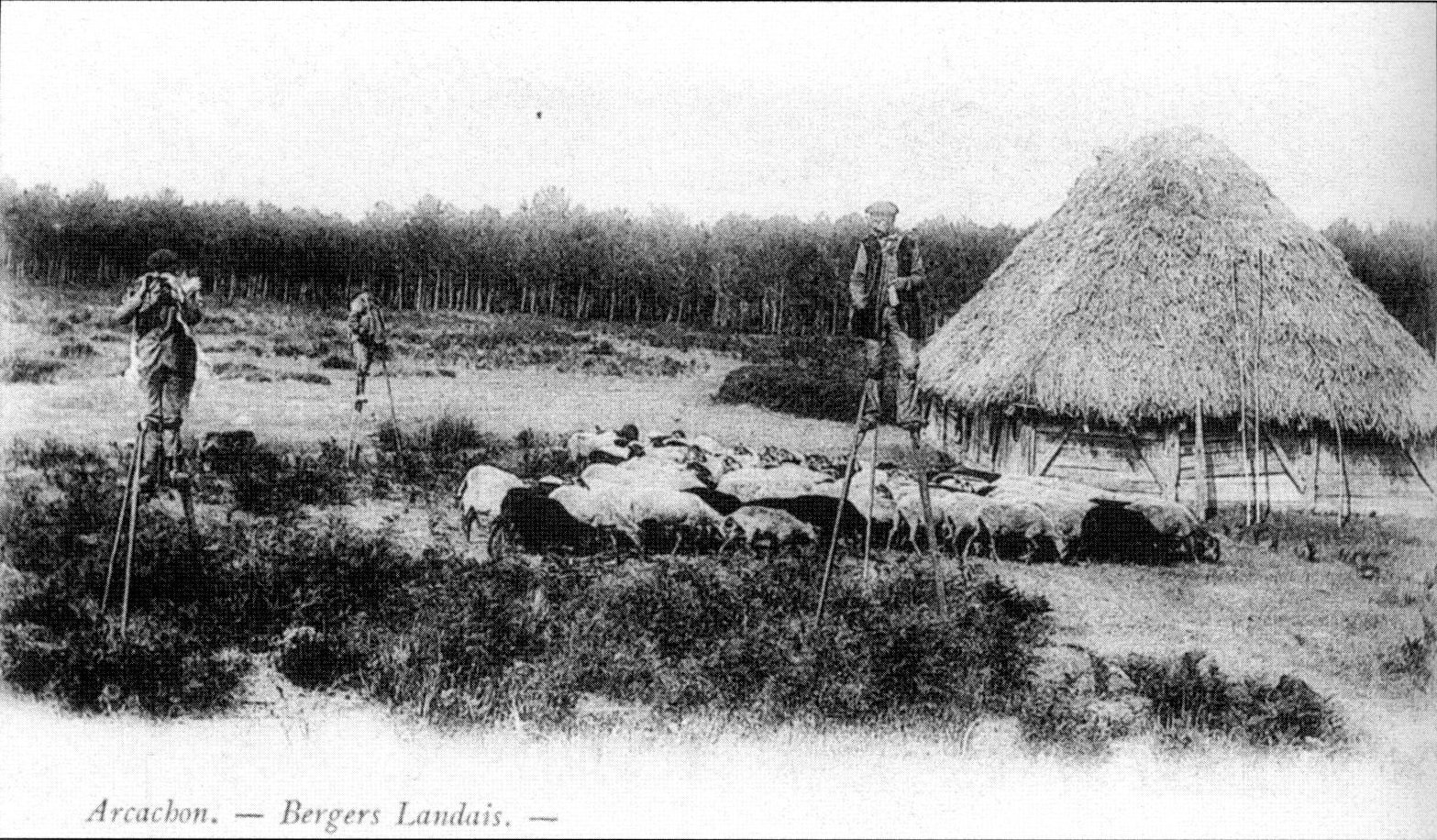
Pastori delle Lande
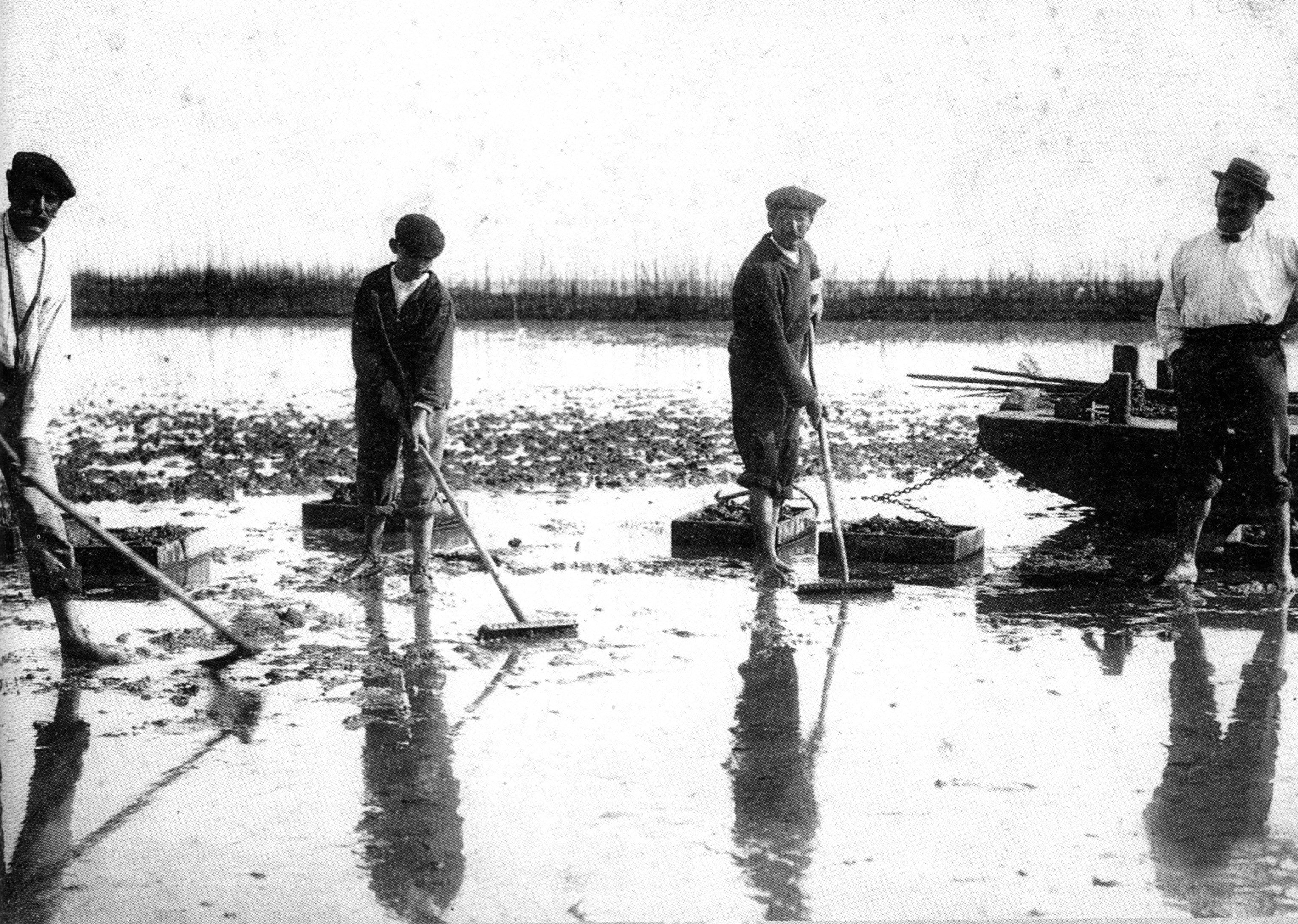
Gli inizi dell'ostricoltura
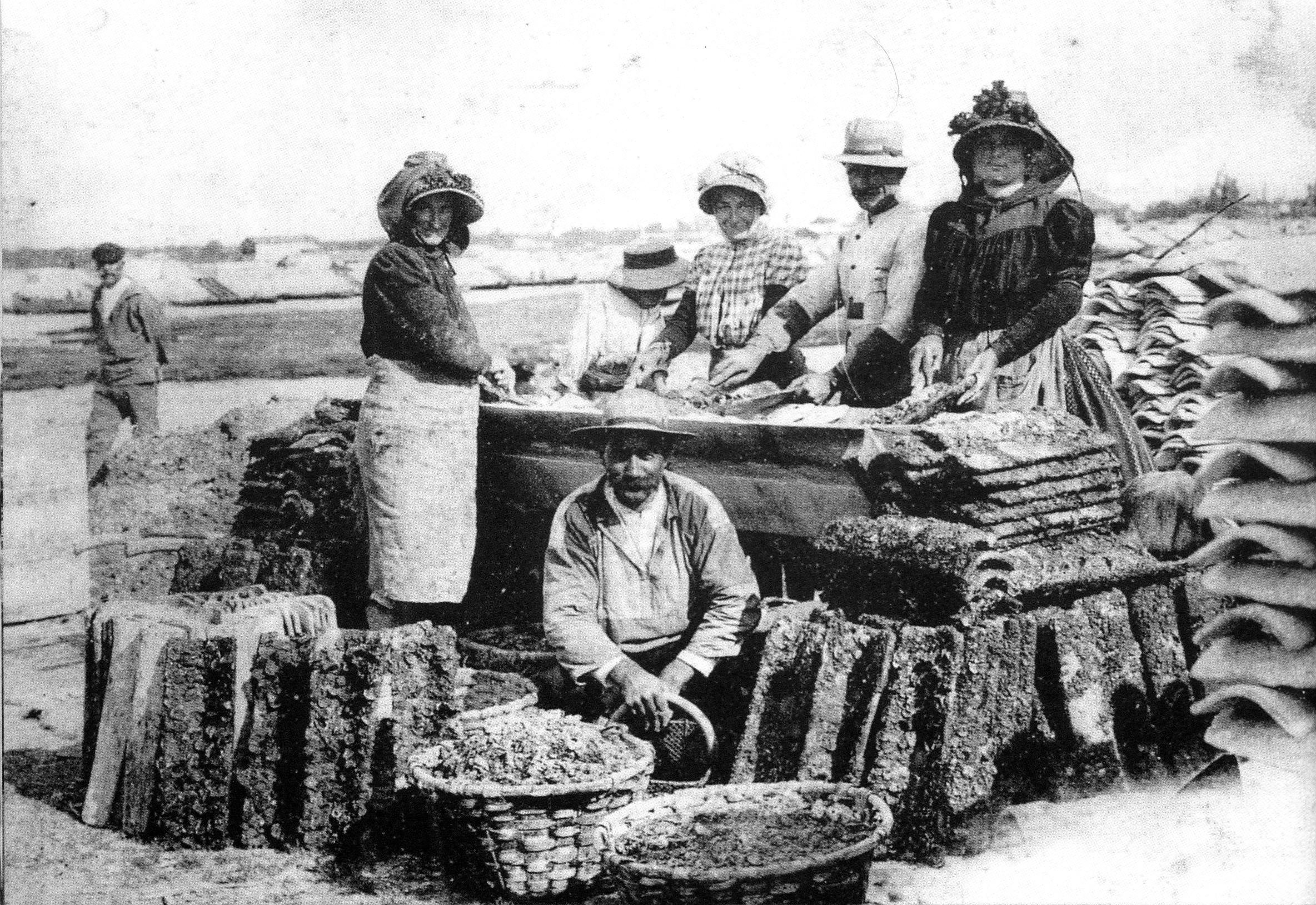
Il distacco delle giovani ostriche dai tegoli che ne hanno permesso la riproduzione
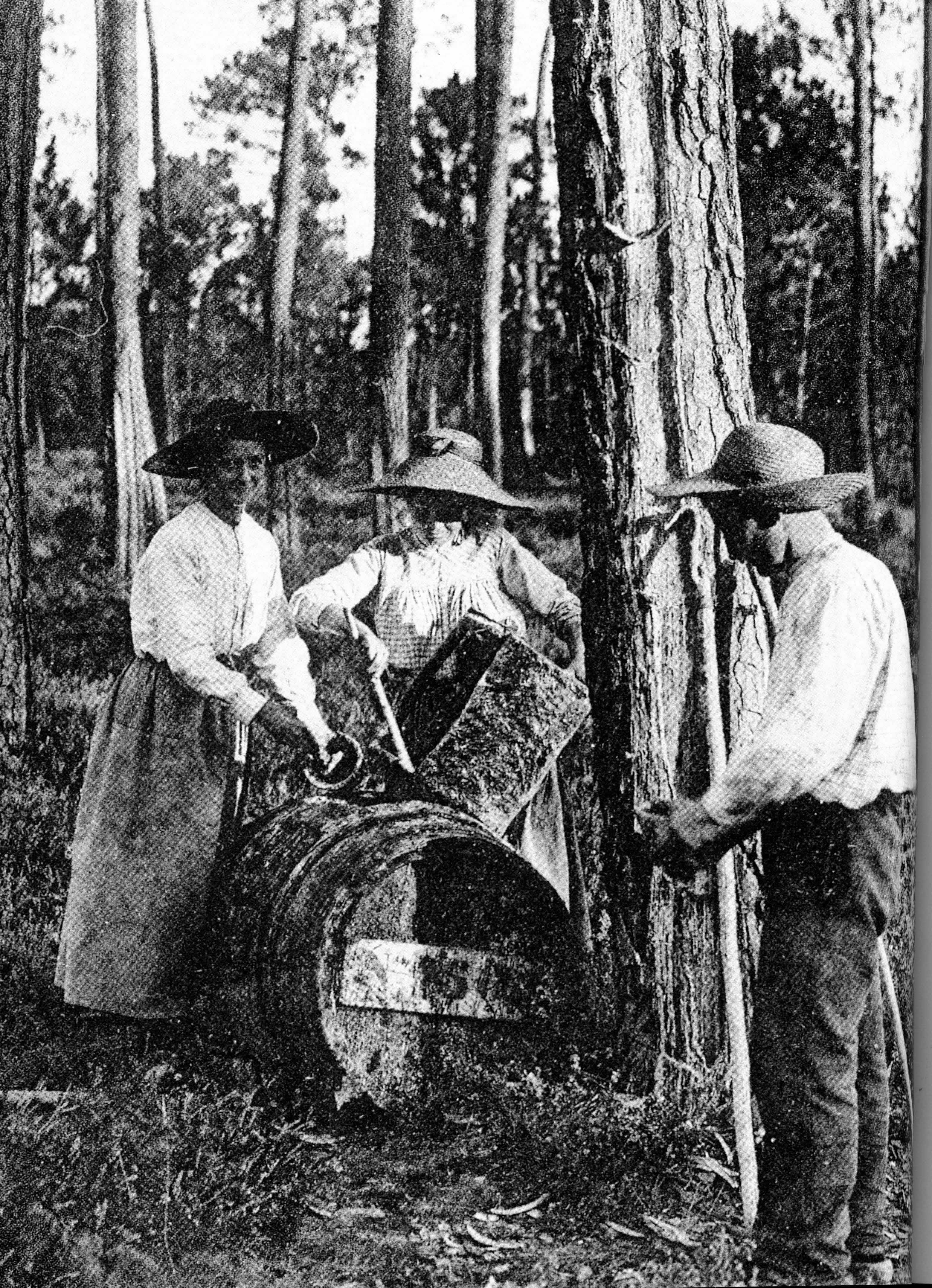
Il raccoglitore di resina e la sua famiglia
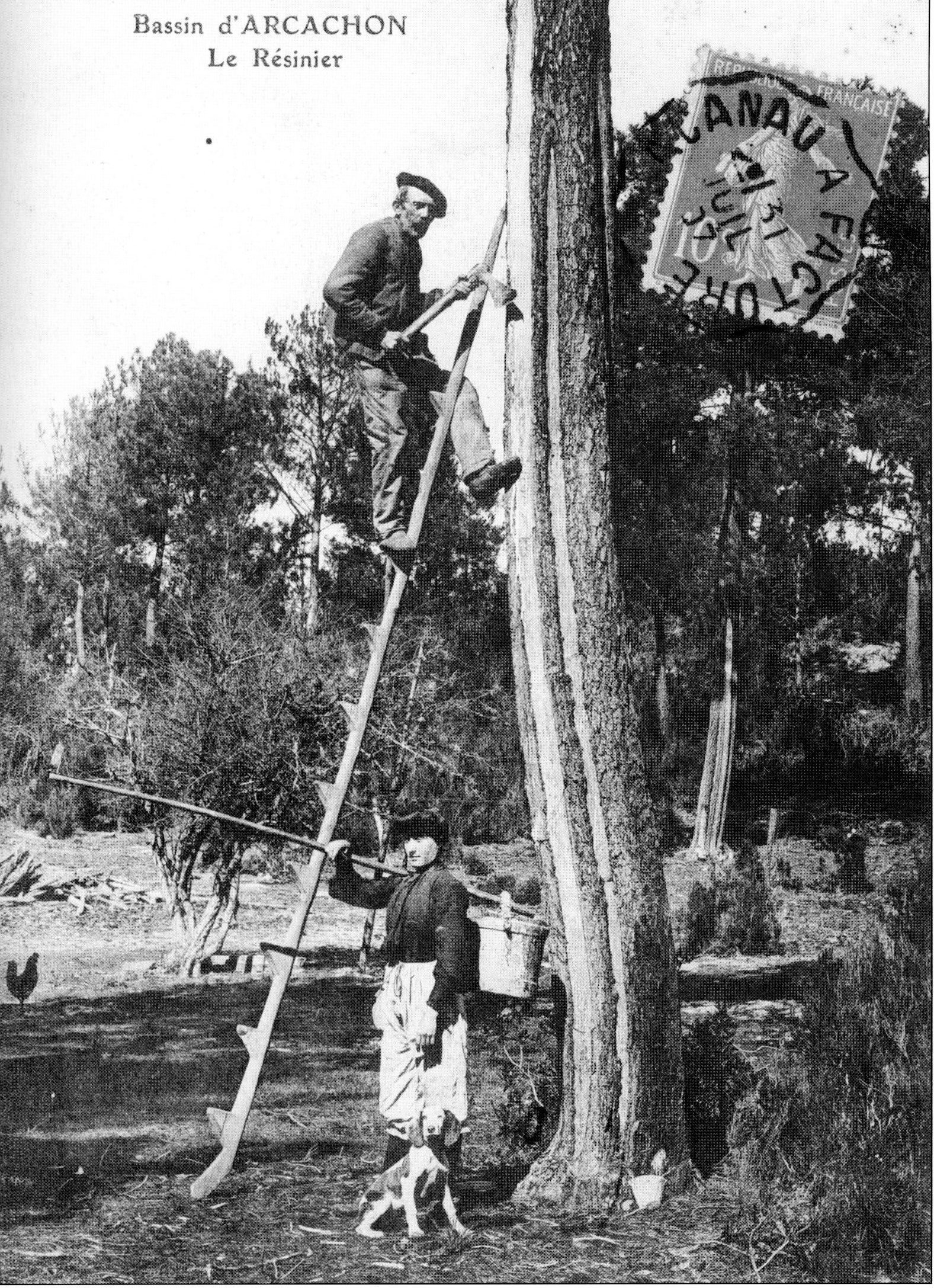
Un raccoglitore di resina sul suo pitey (tipo particolare di scala a pioli)
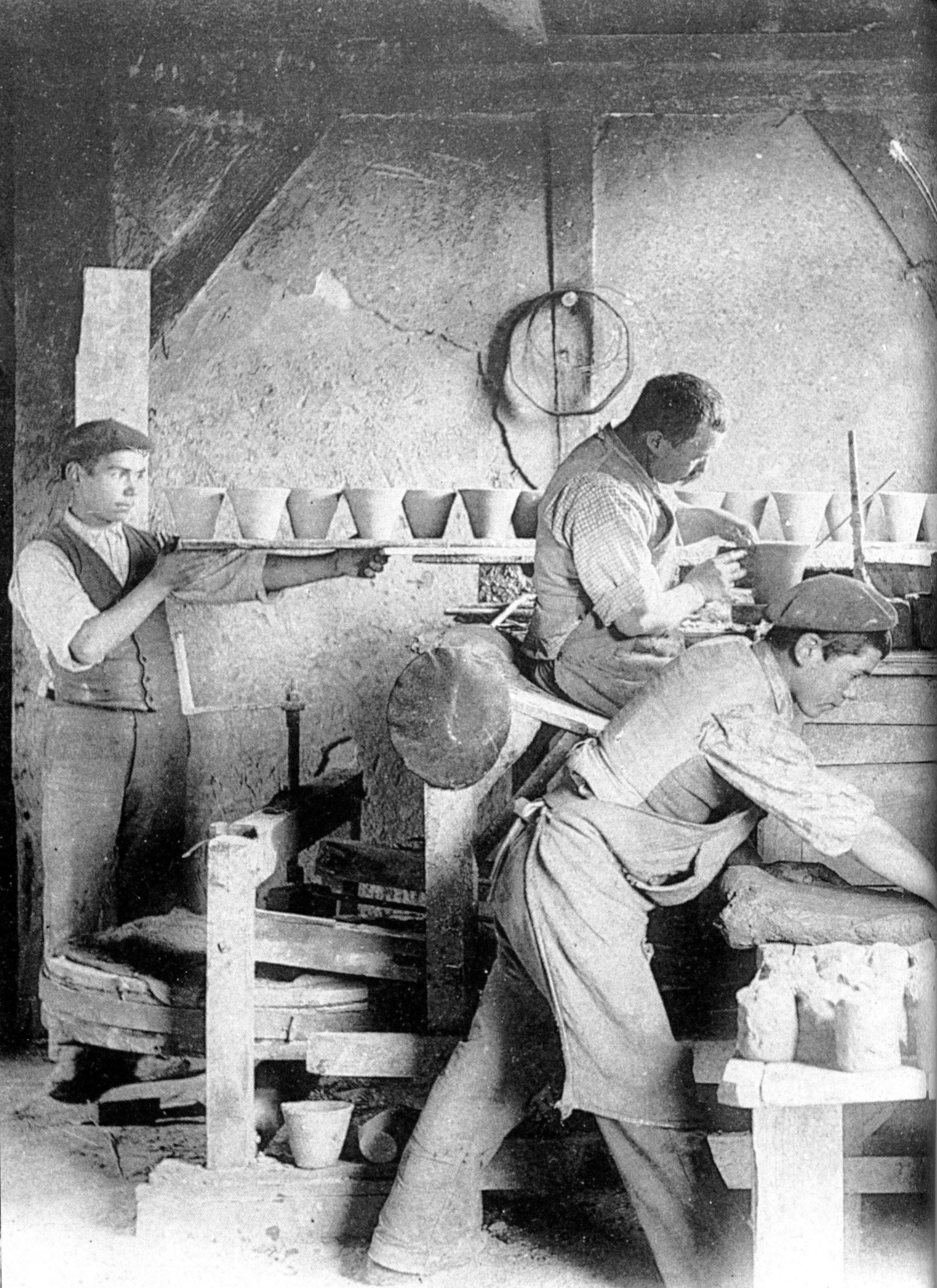
Fabbricazione dei Pot de résine (recipienti in terracotta per la raccolta della resina)